# Hypoperfusion
Dans le domaine médical, une hypoperfusion est une diminution de débit sanguin (à distinguer de l'« hypovolémie », une diminution du volume sanguin) dans un territoire de l'organisme. Dans les cas graves elle peut induire un état de choc, des nécroses tissulaires, la démence (quand elle concerne le cerveau), voire la mort.

## Définition

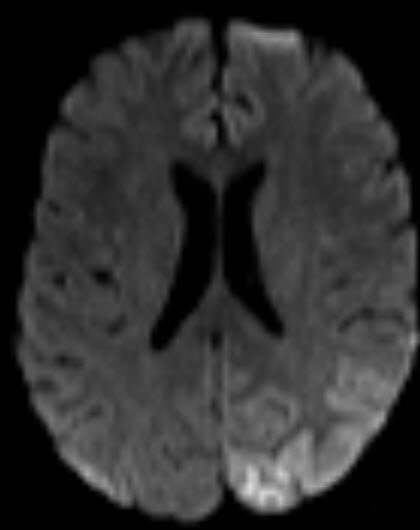
Lobe pariétal en gauche en situation d'hypoperfusion

Ce mot désigne le plus souvent l'ischémie cérébrale, la baisse de la vascularisation d'une région du cerveau (qui semble être à long terme un facteur de démence et de maladie d'Alzheimer)
Dans un diagnostic, le mot est souvent associé à une description géographique de la partie de l'organe touché, par exemple une « hypoperfusion pariéto-temporale droite » désignera un débit sanguin diminué dans la partie du cerveau située à hauteur du pariétal (en haut), à droite, et au niveau des tempes.

## Typologie
L'hypoperfusion peut être passagère (due à une compression) ou être plus durable, et alors menacer un organe et ses fonctions, voire le prognostic vital. 

## Étymologie
Vient de :
- hupo (grec) : sous ;
- perfusion : circulation de liquide.